# Messerschmitt Kabinenroller 175

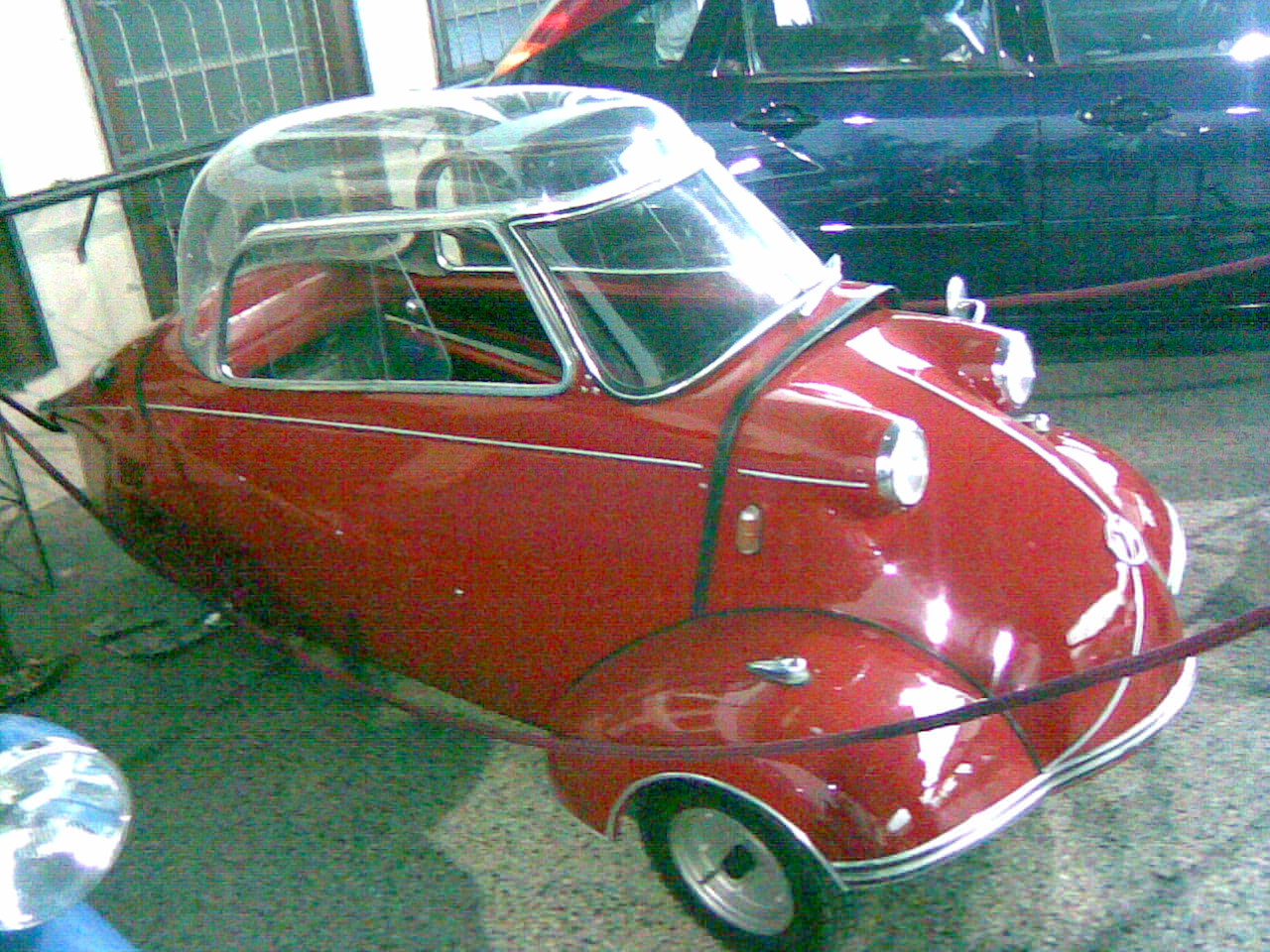
Messerschmitt KR200, uno de los microcoches más particulares de posguerra.

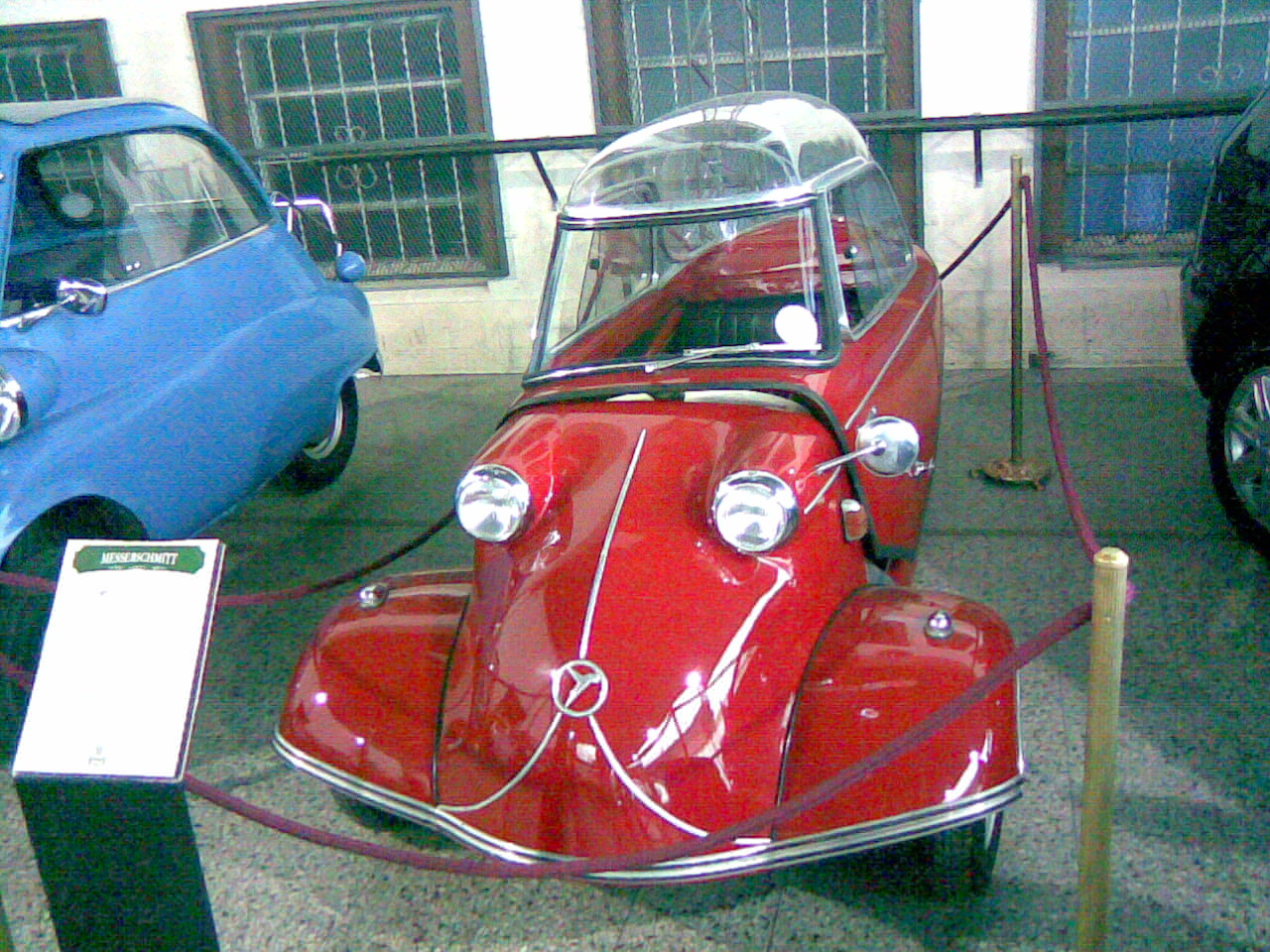
Messerschmitt KR200, vista lateral.

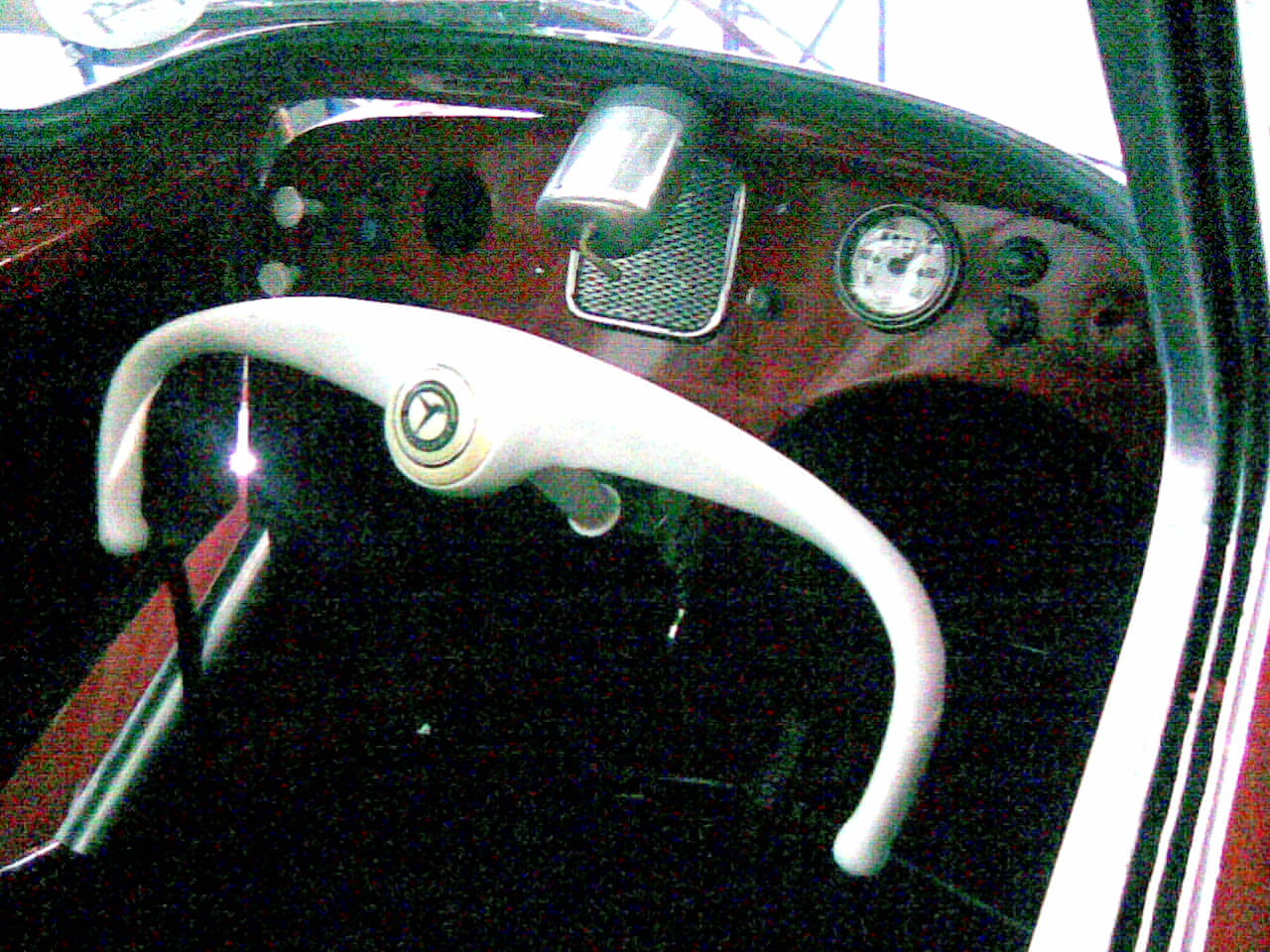
Messerschmitt KR200, vista interior.

El Messerschmitt KR 175, KR200, o Kabinenroller (scooter de cabina), es un automóvil burbuja de tres ruedas diseñado por el ingeniero aeronáutico Fritz Fend y producido en la fábrica del fabricante de aviones de Alemania Occidental Messerschmitt desde 1955 hasta 1964, y Además, fabricaba motocicletas y coches para inválidos.
Al finalizar la II Guerra Mundial, se asocia con el fabricante de aviones Willy Messerschmitt y desarrollan en 1953 una especie de moto carrozada de tres ruedas con un asiento detrás de otro (en tándem) y cabina de plexiglás tipo aviación, al que denominaron Kabinenroller 175 o KR 175.

## Características técnicas

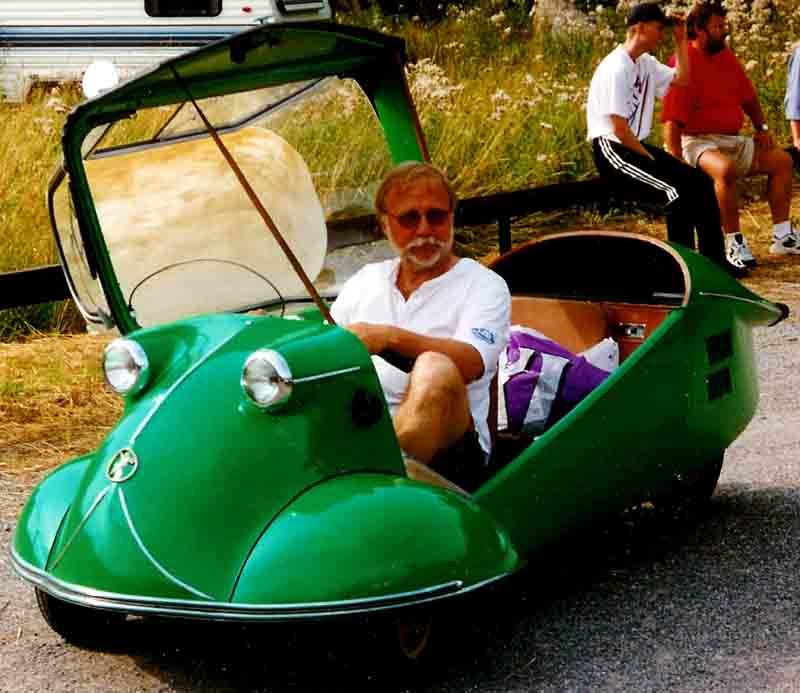
Messerschmitt KR175 de 1954

El KR 175 contaba con un motor monocilíndrico trasero de 175 cc marca Fichtel & Sachs con 9 CV de potencia con transmisión por cadena a la rueda trasera, 210 kg de peso y 2,80 metros de largo. 
Dos años más tarde presentan el modelo KR 200, muy similar al anterior pero con un motor más potente de 197 cc y potencia de 10 CV que conseguía una velocidad máxima de unos 90 km/h. Hubo una versión de 13 CV que logró el récord mundial de hasta 250 cc. 
En 1957 Willy Messerschmitt se retira de la sociedad para volver a fabricar aviones. Fritz Fend cambia el nombre de la empresa por FMR y presenta el modelo KR201. 
Un año después inicia la fabricación del Tiger TG 500 de cuatro ruedas y 500 cc. Con 19 CV alcanzaba los 125 km/h con una aceleración de 0 a 100 en 25 segundos. 
La producción desde 1953 hasta 1964 fue de 19 668 unidades del KR175 y 20 840 unidades del KR200/201. También se produjo una versión descapotable.